# Renouveau US Tournaisienne
Renouveau US Tournaisienne is een Belgische voetbalclub uit Vaulx (Doornik) en Warcoing. De club is de opvolger van Olympic de Warcoing  en is  aangesloten bij de KBVB met stamnummer 8265 en heeft bordeaux, wit en blauw als kleuren. Het sportcomplex waar de club speelde, werd genoemd naar oprichter en oud-burgemeester Léon Velge.

## Geschiedenis
De club sloot zich rond 1975 aan bij de Belgische Voetbalbond. OC Warcoing ging er van start in de provinciale reeksen.
De club kende een opmars in het eerste decennium van de 21ste eeuw. In 2001 zakte Warcoing nog naar het laagste niveau, Vierde Provinciale, maar de volgende jaren haalde Warcoing verschillende titels en eindronden en dankzij een titel in Tweede Provinciale in 2011 bereikte de club het hoogste provinciale niveau.
Op 24 Maart 2020 fuseerde Olympic Club de Warcoing met Renouveau Union Sportive de Tournai (stamnummer 9554) tot de club Renouveau Union de Tournai-Warcoing onder stamnummer 8265 van Warcoign.
De fusieclub startte in 2e Provinciale en degradeerde 2 jaar na elkaar tot op het laagste niveau. In seizoen 2024/25 steeg de club terug naar 3e Provinciale en veranderde de naam in Renouveau US Tournaisienne.